# Ali Sabah
Ali Sabah Adday Al-Qaysi (Bagdá, 1 de janeiro de 1977) é um árbitro de futebol iraquiano. Pertence ao quadro de árbitros da FIFA desde de 2009.
Sabah tornou-se um árbitro da  FIFA em 2009. Ele tem servido como um árbitro em competições, incluindo as Eliminatórias da Copa do Mundo da FIFA de 2008, começando com o jogo entre Palestina e Emirados Árabes Unidos.